# استان ایرلند نو
استان ایرلند نو که سابقاً مکلنبرگ نو (به آلمانی: Neu-Mecklenburg) نامیده می‌شد، شمال شرقی‌ترین استان کشور پاپوآ گینه نو می‌باشد.

## جغرافیای طبیعی
بزرگترین جزیره این استان جزیره ایرلند نو می‌باشد.
علاوه بر جزیره ایرلند نو، این استان از جزایر کوچکتری نیز تشکیل می‌شود.

## تقسیمات

نقشه منطقه‌های استان ایرلند نو

این استان از ۲ منطقه تشکیل شده‌است و این منطقه‌ها در مجموع دارای ۹ فرمانداری محلی هستند. لازم است ذکر شود که هر فرمانداری محلی، در زمان آمارگیری به چند بخش تقسیم می‌شود.
| منطقه            | مرکز منطقه | نام فرمانداری محلی                      |
| ---------------- | ---------- | --------------------------------------- |
| منطقه کاوینگ     | کاوینگ     | فرمانداری محلی شهری کاوینگ              |
| منطقه کاوینگ     | کاوینگ     | فرمانداری محلی روستایی لاوونگائی        |
| منطقه کاوینگ     | کاوینگ     | فرمانداری محلی روستایی مورات            |
| منطقه کاوینگ     | کاوینگ     | فرمانداری محلی روستایی تیکانا           |
| منطقه ناماتانائی | ناماتانائی | فرمانداری محلی روستایی کونوآگیل         |
| منطقه ناماتانائی | ناماتانائی | فرمانداری محلی روستایی ناماتانائی       |
| منطقه ناماتانائی | ناماتانائی | فرمانداری محلی روستایی نیمامار          |
| منطقه ناماتانائی | ناماتانائی | فرمانداری محلی روستایی نیو آئیلان مرکزی |
| منطقه ناماتانائی | ناماتانائی | فرمانداری محلی روستایی تانیر            |